# Fräulein Doktor
Fräulein Doktor (nota in francese come Mademoiselle le docteur e in italiano come La signorina dottoressa) è il soprannome di una efficiente e misteriosa spia al servizio della Germania durante la prima guerra mondiale. Non venne mai identificata con certezza in quanto tutti i documenti che riportavano le sue generalità andarono distrutti durante la Battaglia di Berlino (1945), quando l'Armata Rossa invase la capitale tedesca. Alla sua vita fu ispirato un omonimo lungometraggio cinematografico nel 1968.

## Biografia
Non fu un agente segreto nel vero senso del termine, bensì l'organizzatrice di un'estesa rete spionistica tedesca, essenzialmente volta a carpire informazioni sui movimenti della flotta inglese, al tempo la più imponente del mondo, e punto di forza della potenza militare britannica, nonché cardine dei collegamenti tra Gran Bretagna e il suo impero coloniale. L'espediente adottato per comunicare le informazioni al quartier generale prevedeva che due agenti olandesi (i Paesi Bassi erano una nazione neutrale durante il primo conflitto mondiale, ragion per cui due persone di nazionalità olandese non avrebbero dovuto destare sospetti di sorta) ispezionassero, di volta in volta, un diverso porto inglese, annotandone il movimento navale. Veniva trasmesso il rapporto alla centrale tedesca di Amsterdam in codice cifrato, figurando gli agenti in qualità di commercianti di sigari. Il telegramma cifrato recitava: "Pregasi inviare a Portsmouth 3.000 Corona e 8.000 Avana entro il 10 maggio" ma andava interpretato come "Il 10 maggio nel porto di Portsmouth sono presenti alla fonda 3 corazzate e 8 incrociatori".
Il codice veniva trasmesso non crittografato, con un linguaggio commerciale, e quindi non destava sospetti, almeno all'inizio. Il gioco ebbe infatti breve durata e la rete spionistica cadde in quanto questi continui telegrammi che richiedevano sigari d'importazione (beni non comuni in periodo di ristrettezze belliche) insospettirono l'intelligence britannica e la rete venne dopo qualche tempo smantellata. Mentre il resto dell'Europa, belligerante o neutrale che fosse, pullulava letteralmente di spie, in Gran Bretagna, entro la prima settimana di guerra, il 94% degli agenti segreti stranieri era stato neutralizzato. Poiché mai presente sul suolo britannico, Fräulein Doktor si salvò.

## Ipotesi
La vera identità di Fräulein Doktor resta tuttora avvolta nel mistero, per i motivi sopra citati e per via del fatto che il servizio segreto militare germanico, l'Ufficio III- B, era estremamente riservato in materia di collaboratori e fiancheggiatori e non permetteva la consultazione storica dei suoi archivi anche quando la persona interessata fosse già deceduta. Pur tuttavia, due sono i nominativi più frequentemente associati a questo personaggio, ed entrambi sono di sesso femminile.
I nomi più probabili associati alla spia sono Elsbeth Schragmüller e Annemarie Lesser.

### Elsbeth Schragmüller
Elsbeth Schragmüller (1887-1940) è la persona che viene indicata in base ai maggiori riscontri storici noti, e di tale opinione sono Richard Wilmer Rowan e Robert Diendorfer. 
I servizi segreti statunitensi hanno confermato la sua identità in base a documenti sequestrati al termine della Seconda Guerra Mondiale, nel 1945, ma mai resi pubblici; sarebbero entrati in possesso di un dossier riguardante Elsbeth Schragmüller da parte del maggiore generale della Reichswehr, Friedrich Gempp (1873 - 1947), che quasi certamente conobbe la spia e ne conosceva la vera identità, essendo egli il vice di Walter Nicolai. Il problema è che il diretto interessato non ha potuto confermare o smentire l'indiscrezione: effettivamente dipendente dall'Ufficio di Spionaggio e Controspionaggio militare (Ufficio III - b) Gempp fu arrestato l'11 agosto 1946 nella città occupata di Rostock da agenti del servizio segreto militare sovietico. Il fatto che Gempp fosse un alto ufficiale dei servizi segreti tedeschi non costituisce una prova sufficiente per sostenere quanto avrebbero affermato i militari statunitensi. Gempp fu incarcerato nella prigione Butyrka di Mosca il 3 gennaio 1947 e morì nell'ospedale della prigione il 21 aprile 1947, ufficialmente per arresto cardiaco, e non ebbe possibilità di comunicare con alcuno, nemmeno coi familiari. Il rapporto che avrebbe consegnato agli statunitensi era stato archiviato presso la National Archives and Records Administration (NARA) a Washington fino alla sua restituzione alla Germania a metà degli anni '70. Ora si troverebbe custodito nell'archivio militare di Friburgo, ma non è accessibile agli storici. 
Nata a Schlüsselburg, oggi un quartiere di Minden, città del Land del Baden-Württemberg, Elsbeth Schragmüller era la figlia maggiore del capitano dell'esercito prussiano Carl Anton Schragmüller (1858 – 1934) e della nobile prussiana Gattin Valeska Cramer von Clausbruch (1861 – 1945). Aveva tre fratelli, tra cui Johann Konrad Schragmüller (1895 - 1934), ufficiale della milizia paramilitare nazista delle Sturmabteilung, di cui divenne capo della sezione di Magdeburgo, prima di cadere in disgrazia e venir ucciso durante la purga passata alla storia come la "notte dei lunghi coltelli". Visse l'infanzia con la nonna paterna, Elise Clara Schragmüller-Nering Bögel. Studiò presso un prestigioso collegio femminile di Weimar e si diplomò nel 1908 al Lessing-Gymnasium di Karlsruhe. Laureatasi in Scienze Politiche all'Università di Friburgo in Brisgovia, nel 1913, fu una delle prime donne laureate in Germania. Dopo gli studi, lavorò per il Lette-Verein di Berlino, un istituto d'istruzione per donne, come docente di educazione civica ed organizzò i servizi sociali per il benessere delle persone indigenti. 
Nel giugno 1914, in una conferenza dell'Ufficio Centrale per il Benessere del Popolo a Berlino, fece una panoramica introduttiva sull'assunzione di "infermiere di fabbrica" come "collegamento tra la direzione della fabbrica e le famiglie degli operai". Qui fu notata e pochi giorni dopo contattata dai servizi segreti prussiani, e, quindi, arruolata. Durante l'occupazione militare germanica del Belgio (1914 - 1918), agli ordini di Colmar von der Goltz, fu da lui impiegata al comando della guarnigione tedesca di stanza a Bruxelles occupata, nella sezione VII che valutava le lettere confiscate dai soldati belgi prigionieri. Successivamente passò all'agenzia di informazioni militare del fronte occidentale e, dopo un breve periodo di formazione, fu arruolata nel dipartimento IIIb dello stato maggiore a Lilla, nella Francia occupata. Nel 1915 passò alle dipendenze dell'Ufficio di Spionaggio e Controspionaggio Militare ("Kriegsnachrichtenstelle Antwerpen") e distaccata nei Paesi Bassi neutrali. Su incarico del Direttore Generale dell'Ufficio III - b, di spionaggio e controspionaggio militare, il generale Walter Nicolai (1873 - 1947), che in seguito divenne pure suo amico, diresse una rodata scuola di spionaggio, ad Anversa, volta soprattutto a carpire segreti militari ed economici in Gran Bretagna ed in Francia e venne nominata "Capo della sezione francese" del servizio segreto prussiano, col grado di tenente colonnello, fatto sensazionale al tempo. Molto professionale e riservata, era la classica "donna-ombra". Fu anche la mentore e la referente di Mata Hari, famosa ballerina ed agente doppiogiochista franco-tedesca (in Germania aveva il codice "H-21"). 
Alla fine della prima guerra mondiale, nel 1918, Elsbeth Schragmüller riprese la sua carriera accademica e nel 1921, succedendo al professor Götz Briefs, divenne la prima professoressa assistente donna a Friburgo presso l'economista politico Karl Diehl. Notizie non attendibili o, quanto meno, non verificabili, frutto di confidenze di provenienza dal suo ex superiore, il generale Walter Nicolai, affermano che il soprannome "Fräulein Doktor" le venne affibbiato proprio in virtù del titolo del suo intervento alla conferenza di Berlino del giugno 1914 che la mise in evidenza presso i servizi segreti, che il nome "Annemarie Lesser" era utilizzato come copertura (e, quindi, non sarebbe proprio esistita una "Annemarie Lesser") e che avesse continuato a lavorare per lo spionaggio della Repubblica di Weimar e per l'Abwehr della Germania Nazista, nonostante la caduta in disgrazia del fratello. 
Nel 1924 si sposò e si trasferì a Monaco di Baviera, dove morì nel 1940, pare di tubercolosi. Sembra che avesse rivelato la sua attività in due occasioni, dapprima nel 1929 nel suo contributo al libro dello scrittore Hans Rudolf Berndorff dal titolo "Dal Servizio Segreto Tedesco" ("Beitrag Aus dem deutschen Nachrichtendienst"), e, poi nel 1931, quando trapelò la notizia che avesse riferito ad una commissione di ufficiali a Friburgo circa una riunione della "Associazione berlinese delle donne tedesche mogli degli ufficiali della flotta", dove avrebbe attestato circa il suo lavoro per il servizio di spionaggio tedesco e del suo legame con Mata Hari.

### Annemarie Lesser
Annemarie Lesser (1886-1932) è l'altro nominativo che da sempre viene associato al personaggio in questione. Molto poco si conosce della sua vita. Nativa del quartiere berlinese di Tiergarten, a sedici anni fu cacciata di casa a causa di una gravidanza frutto di una relazione con un ufficiale dell'esercito prussiano. Poliglotta, venne introdotta nei servizi segreti tedeschi verso il 1912. Rispetto alla Schragmüller, la Lesser era un'operativa, ovvero raccoglieva le informazioni segrete in prima persona. Dedita all'uso di droghe pesanti (allora in libera vendita), la spia nel 1929 fu ricoverata d'urgenza in una clinica-sanatorio svizzera, dove morì diversi anni dopo. In realtà, non è certo che la Lesser fosse morfinomane (che fosse dedita alla morfina fu una circostanza che si apprese nel primo dopoguerra, così come la notizia che fosse morta in stato di alienazione mentale) e nemmeno che ai suoi funerali fossero presenti molti alti esponenti dei vertici politici e militari della Repubblica di Weimar. Si disse anche che, per esplicito ordine di Adolf Hitler, il console tedesco in Svizzera non abbia partecipato alle esequie della famosa spia.

## Influenza culturale
Il personaggio di quest'enigmatica spia venne più volte ripreso, nel corso dei decenni, dalla storiografia; non sempre questo avvenne, però, in modo preciso e accurato, anche perché poco è noto circa questo personaggio. Nel 1968 il regista Alberto Lattuada trasse un film dalla figura e dalle imprese della spia, dando vita a una pellicola spettacolare ma, nonostante i commenti positivi della critica, non molto attinente alla verità storica.